# Главная гимнастическо-фехтовальная школа
Гла́вная гимнасти́ческо-фехтова́льная шко́ла — военно-учебное заведение Русской императорской армии Вооружённых сил империи для подготовки офицеров-инструкторов гимнастики и лыжного спорта.
Сокращённое наименование — ГГФОШ.

## История
Главная гимнастическо-фехтовальная школа была учреждена Высочайшим повелением от 17 мая 1909 года с началом занятий с 1 сентября того же года. Этим же повелением было утверждено «Временное положение о Главной гимнастическо-фехтовальной школе». Цель создания школы — подготовка преподавателей гимнастики и фехтования для войск и самой школы, а также, выражаясь современным языком, разработка и внедрение методических рекомендаций по проведению в войсках занятий гимнастикой и фехтованием на рапирах, эспадронах (саблях) и ружьях. Школа подчинялась Главнокомандующему войсками гвардии и Петербургского военного округа.
- 17 мая 1909 — утверждение «Временное положение о Главной гимнастическо-фехтовальной школе».
- 1 августа 1909 — учреждение школы (приказ военного министра № 348) с подчинением её главнокомандующему войсками гвардии и Петербургского военного округа.
- 1 сентября 1909 — начало занятий.
- 1917 — переименована в «Советскую военную главную гимнастическо-фехтовальную школу».

## Состав
В школу ежегодно набирались сто обер-офицеров всех родов оружия, не старше 30 лет и в чине не выше штабс-капитана (штаб-ротмистра, подъесаула), которые прибывали на учебу со своими денщиками. Слушатели и их денщики образовывали переменный состав школы. Срок учёбы был установлен в 10 месяцев.
К постоянному составу школы относились начальник школы в чине полковника с правами командира полка, четыре заведывающих (так в Положении) отделениями переменного состава в обер-офицерских чинах, врач и команда нижних чинов. Заведывающим отделениями подчинялись офицеры и нижние чины переменного состава, в отношении которых они пользовались правами ротного командира. Им также поручалось преподавание гимнастики и фехтования. Кроме того, между ними распределялись обязанности делопроизводителя по учебной части, адъютанта, казначея и начальника команды нижних чинов.
К постоянному составу также относились преподаватели в количестве 16 человек, которые могли назначаться как из числа подготовленных обер-офицеров, в том числе выпускников школы, так и из числа частных лиц (в том числе иностранцев), но с постепенной заменой на офицеров.
Офицеры постоянного состава считались прикомандированными к Школе и первое время носили форму своих частей. В команду нижних чинов входили два писаря (главного и среднего оклада), два нестроевых нижних чина старшего разряда (скорее всего мастеровые) и фельдшер. Впрочем, Положением допускалось наличие классного фельдшера.

## Учебный процесс
Продолжительность обучения — 10 месяцев. Программа обучения включала в себя теоретический (анатомия, физиология и гигиена; история и методика физических упражнений) и практический разделы (гимнастика в объёме программы для войск; преодоление препятствий; спортивные упражнения и подвижные игры; фехтование на рапирах, эспадронах и ружьях).
В школе была организована подготовка офицеров-лыжников.

## Начальники Школы

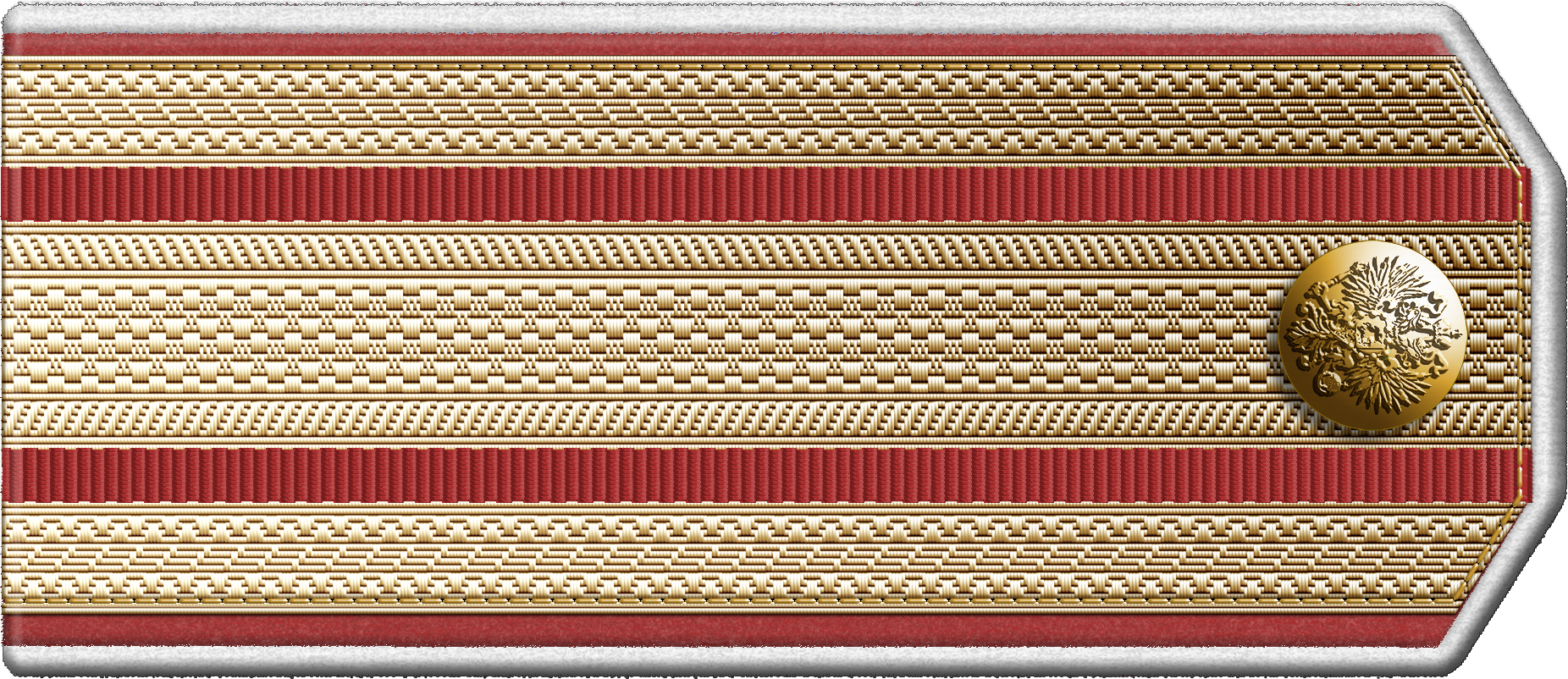
А. П. Мордовин, единственный человек в Российской императорской армии, который носил погон полковника, начальника Главной гимнастическо-фехтовальной школы

- подполковник (с 31.07.1910 полковник) Мордовин, Александр Павлович (12.09.1909 — хх.хх.1912)

## Преподавательский состав
Первоначально права начальника Школы были уравнены с правами командира полка. Заведующие отделениями переменного состава назначались из числа обер-офицеров, известных своей теоретической подготовкой в деле гимнастики и фехтования.

## Известные выпускники
- Агоев, Константин Константинович
- Кудрявцев, Павел Николаевич (участник Олимпиады (Олимпийские игры) 1912 года в Стокгольме)
- Очеретько, Митрофан Михайлович (капитан, Георгиевский кавалер)
- Пешня, Михаил Александрович
- Тимофеев, Анатолий Константинович (лётчик, Георгиевский кавалер)
- Щёголев, Митрофан Сергеевич
- Румша, Казимир[4] (бригадный генерал Войска Польского, полковник Русской императорской армии)

## Форма одежды
Высочайшим повелением было издано «Высочайше утвержденное, 27 апреля 1912 года, краткое описание формы обмундирования чинов постоянного состава Главной гимнастическо-фехтовальной школы».
Поскольку отличием Главной гимнастическо-фехтовальной школы было то, что среди постоянного состава школы числились офицеры, прикомандированные из частей разных родов оружия. Поэтому, будучи единообразной для всего постоянного состава Школы, форма для офицеров, числящихся по пехоте и артиллерии с одной стороны, и для офицеров, числящихся по кавалерии и конной артиллерии с другой стороны, имела особенности, характерные для этих родов оружия.
За основу формы одежды Главной гимнастическо-фехтовальной школы, как и формы постоянного состава других офицерских школ Русской императорской армии, была взята форма гвардейских частей. Носилась форма, скорее всего, по правилам, установленным для гвардейской пехоты и для Лейб-гвардии Драгунского полка или Гвардейской Конно-артиллерийской бригады. Прикладными цветами были установлены краповый и белый при золотом металлическом приборе.
Мундир офицеров был установлен «царского» цвета (цвета морской волны) лацканного покроя с краповым воротником гвардейского покроя и обшлагами, окантованными белыми выпушками и белой выпушкой по борту и по карманным клапанам. Пехотный мундир имел треугольные карманные клапаны и прямые обшлага. У кавалерийского мундира были немного укороченная юбка, обшлага с мысками и фигурные карманные клапаны. На воротнике и обшлагах полагались золотые офицерские петлицы. При парадной форме мундир носился с настежным лацканом крапового цвета с белым кантом. Также при парадной форме полагались эполеты по чину и роду оружия. Эполеты офицеров по пехоте были гвардейского образца, у офицеров по кавалерии – кавалерийские, чешуйчатые. При обыкновенной форме мундир носился с погонами и без лацкана. Всем офицерам полагались серо-синие шаровары с краповыми кантами: укороченные для ношения с высокими сапогами и длинные для ношения с низкими сапогами навыпуск. Офицерам по кавалерии, кроме того, для ношения при парадной форме вне строя, полагались черные чакчиры с краповыми лампасами.
При парадной и обыкновенной форме с мундиром носился кивер с четырьмя кутасами (подвесами) по типу гвардейских адъютантов «царского» цвета с краповым околышем с белыми выпушками по околышу и по верху. Спереди крепился позолоченный герб с наложенной на него андреевской звездой. Кавалерийский кивер отличался от пехотного тем, что по верху был выложен золотистый шнур с петлей для крепления этишкета. Кроме мундира офицерам по пехоте был установлен для ношения при повседневной форме сюртук с краповым воротником и белыми кантами. Офицерам по кавалерии вместо сюртука полагался виц-мундир, который отличался от мундира закругленным воротником без петлиц и обшлагами из мундирного сукна. Фуражка офицерам полагалась с верхом «царского» цвета, краповым околышем и тремя белыми выпушками. Про фуражку защитного цвета в Описании формы одежды Главной гимнастическо-фехтовальной школы ничего не сказано. При служебной форме офицеры носили походные мундиры защитного цвета с кантами крапового цвета по обшлагам и карманным клапанам и металлическими пуговицами. Походные мундиры имели покрой, установленный для пехоты и кавалерии. Пальто имело краповую выпушку по воротнику и краповые клапаны с белой выпушкой. Все вышесказанное относилось к зимней форме одежды.

Форма одежды постоянного состава Главной Офицерской Гимнастическо-фехтовальной школы
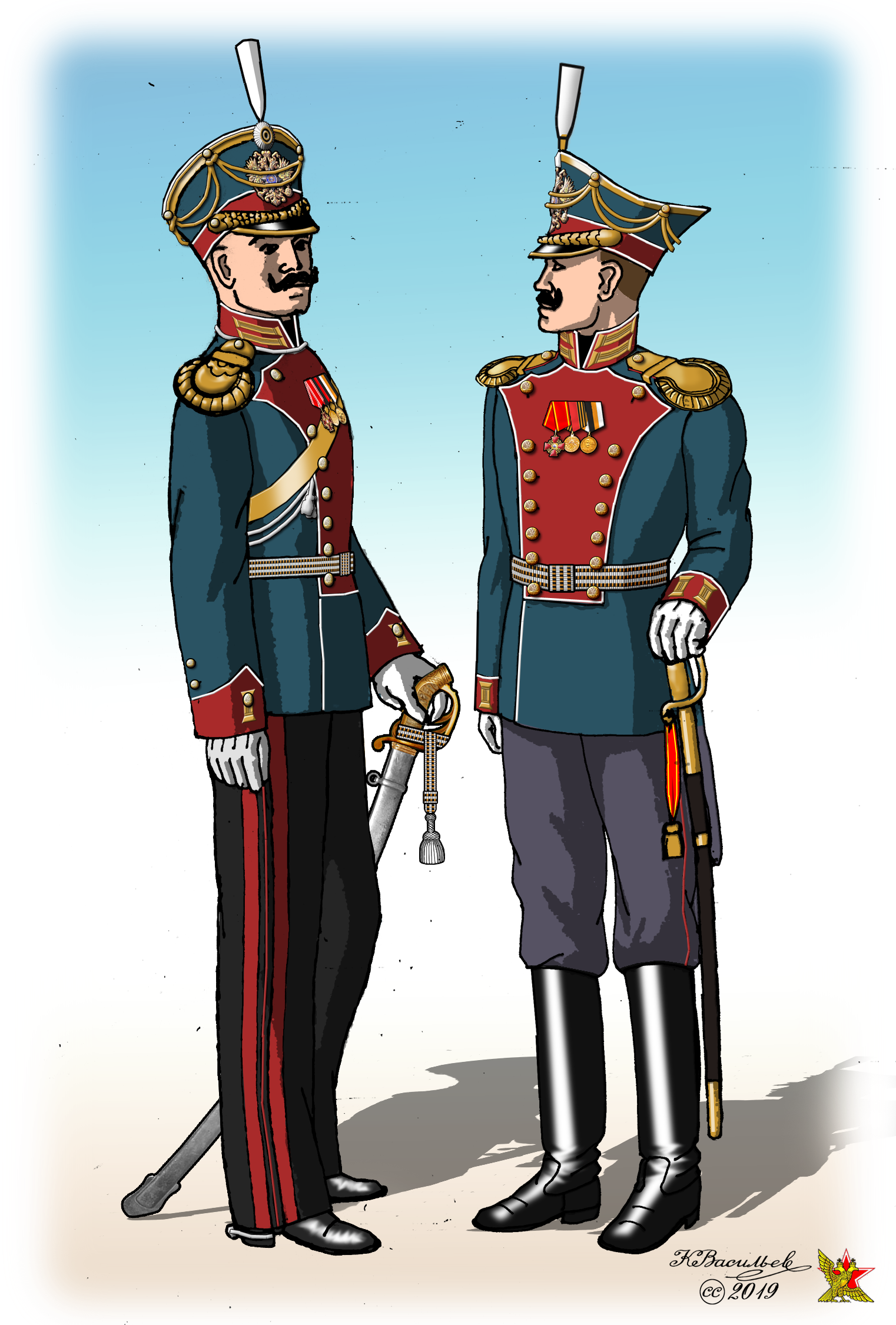
Зимняя парадная вне строя форма офицеров постоянного состава Главной Офицерской Гимнастическо-фехтовальной школы: слева — офицеров, числящихся по кавалерии и конной артиллерии, справа — офицеров, числящихся по пехоте и артиллерии
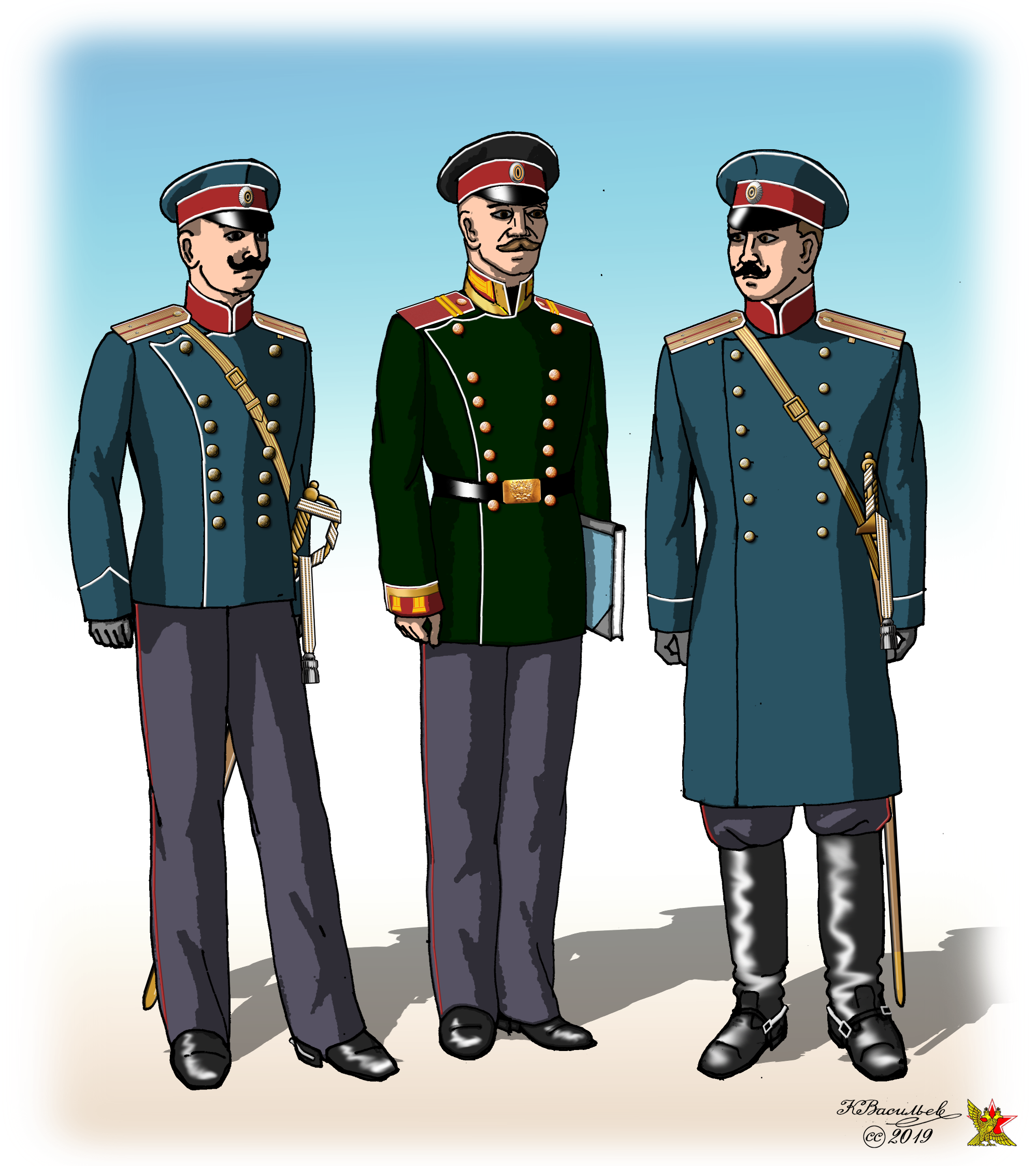
Форма одежды чинов постоянного состава Главной Офицерской Гимнастическо-фехтовальной школы (слева направо): повседневная форма офицеров, числящихся по кавалерии и конной артиллерии, форма одежды нижних чинов, повседневная форма офицеров, числящихся по пехоте и артиллерии
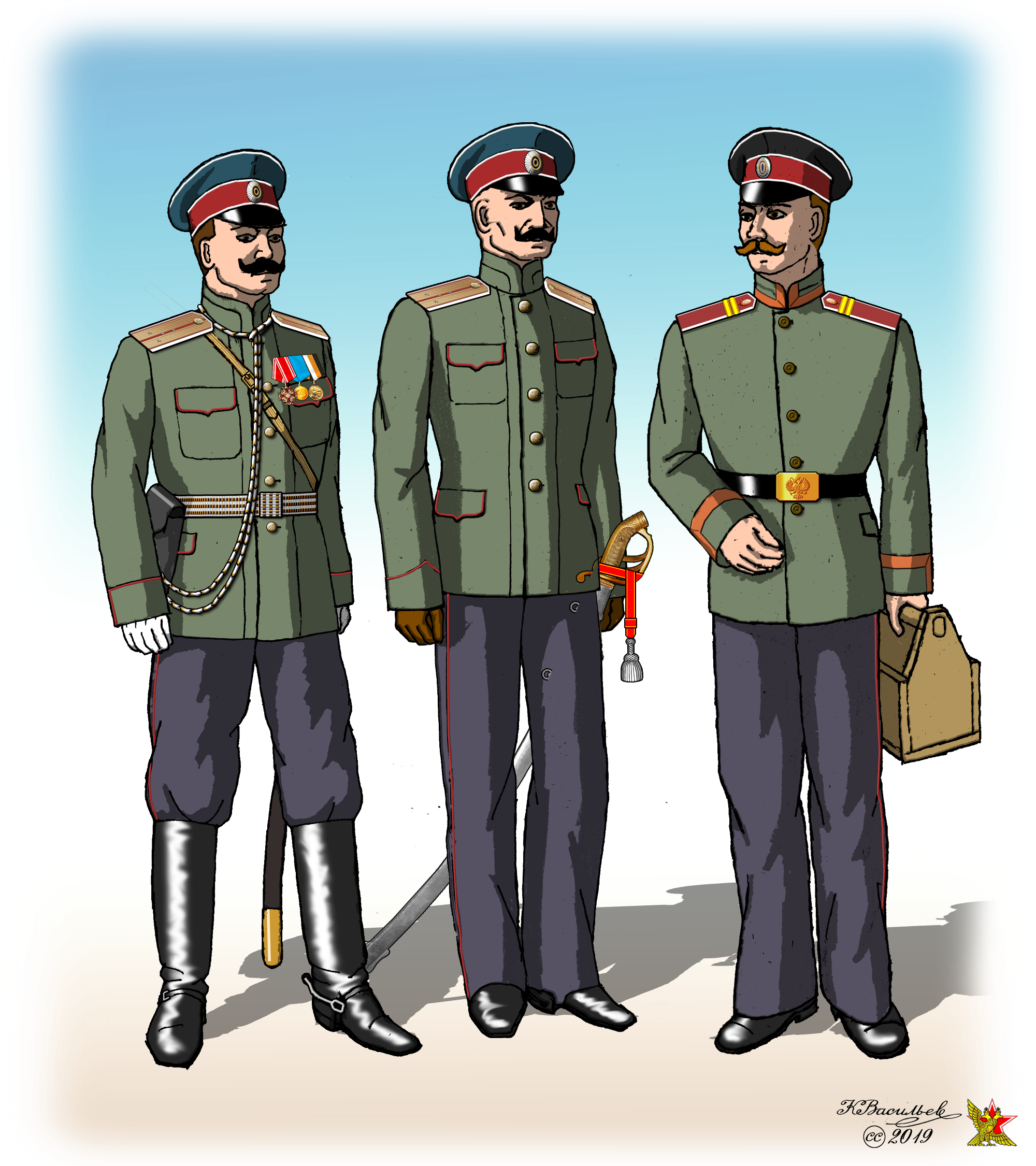
Летняя форма одежды чинов постоянного состава Главной Офицерской Гимнастическо-фехтовальной школы (слева направо): парадная форма для строя форма офицеров, числящихся по пехоте и артиллерии, обыкновенная форма вне строя офицеров, числящихся по кавалерии и конной артиллерии, форма нижних чинов
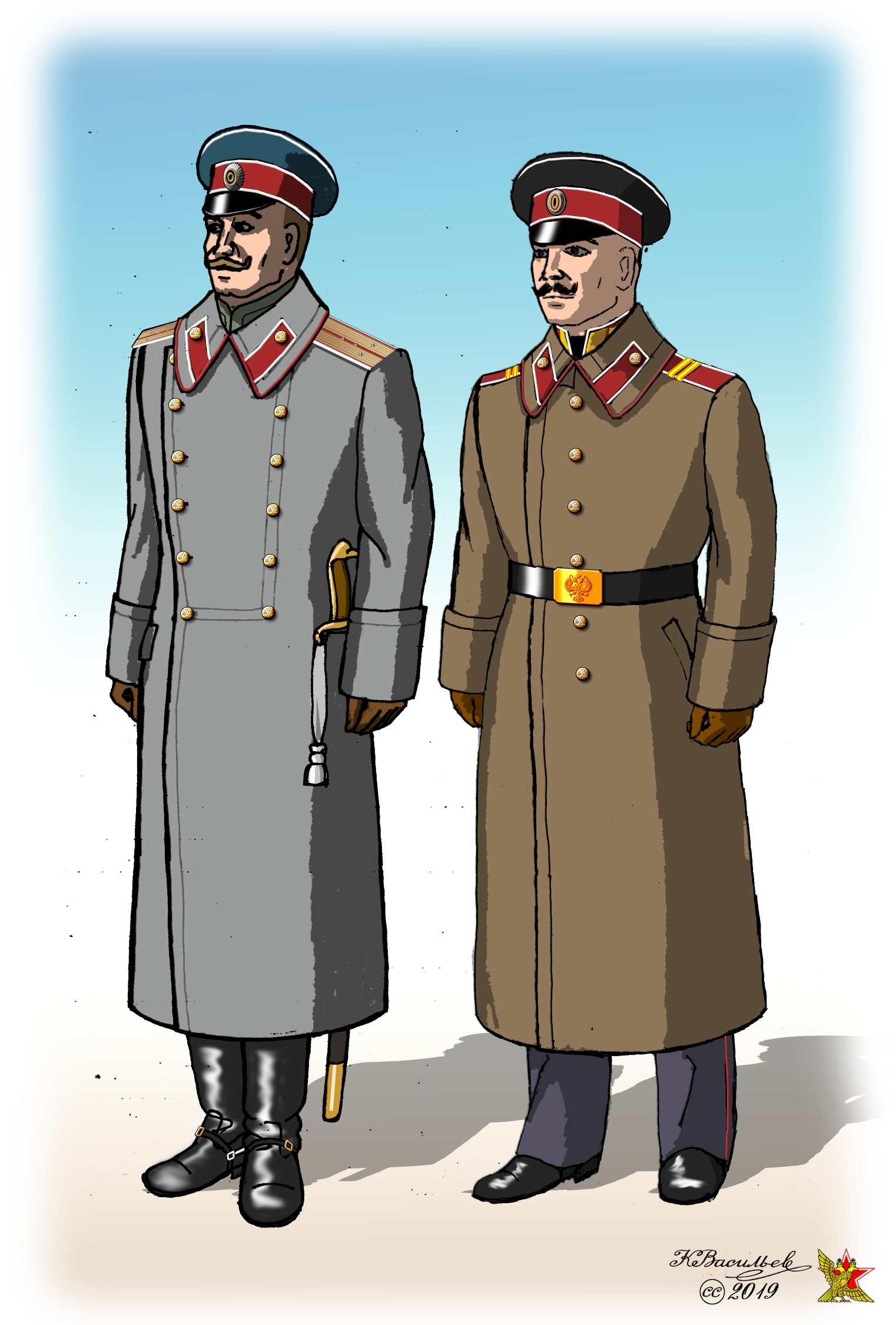
Тёплая одежда чинов постоянного состава Главной Офицерской Гимнастическо-фехтовальной школы: слева офицеров, справа нижних чинов

При летней форме, согласно В. К. Шенку при всех формах полагался китель с погонами, такого же покроя, что и походный мундир, правда, про китель в Описании ничего не сказано. Офицеры по пехоте носили шашку при всех видах формы, кроме повседневной. Офицеры по кавалерии в строю носили шашку, вне строя – саблю. При повседневной форме офицерам Школы полагалась шпага. Для нижних чинов постоянного состава Школы мундир был установлен по типу офицерского по пехоте, но из темно-зеленого гвардейского сукна и с басонными петлицами. Носился он без настежного лацкана.
Поскольку все нижние чины постоянного Школы были нестроевыми старшего разряда (в том числе и писаря), то есть нестроевыми, приравненными к унтер-офицерам, то на воротниках и обшлагах нашивались положенные галуны. По той же причине всем нижним чинам устанавливалась фуражка с козырьком, а кивера не полагалось. Фуражка имела чёрный верх и краповый околыш и белые выпушки по околышу и верху.
Походный мундир был обычного образца (про походную фуражку защитного цвета и летнюю рубаху в Описании упоминаний нет). Шаровары нижним чинам полагались серо-синего цвета длинные, навыпуск, носившиеся с короткими сапогами. По внешнему шву прокладывалась краповая выпушка. Шинель отличалась от обычной солдатской наличием краповым кантом вокруг воротника.

## Знаки различия

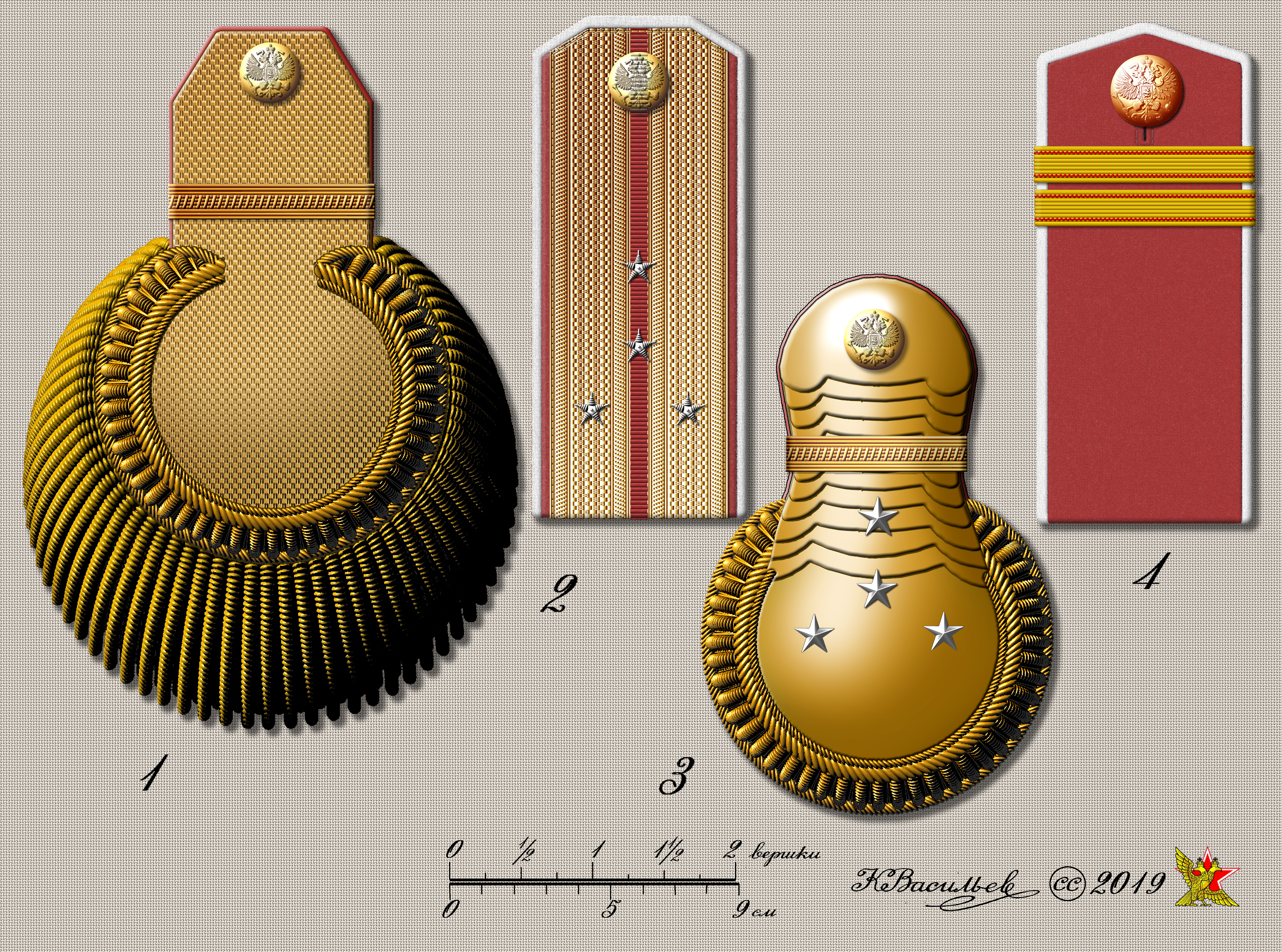
Знаки различия чинов постоянного состава Главной Офицерской Гимнастическо-фехтовальной школы:
1 – эполет полковника по пехоте;
2 – погон штабс-капитана или штабс-ротмистра;
3 – эполет штаб-ротмистра,
4 – погон нестроевого старшего разряда или писаря среднего оклада

Погоны (и клапаны на воротнике шинели) были установлены краповые с белыми выпушками. Шифровок на погонах (в том числе и на погонах и эполетах офицеров) не полагалось. В. В. Звегинцов считал, что на погонах нижних чинов была «учебная» тесьма и была шифровка, но в Описании формы одежды Главной гимнастическо-фехтовальной прямо указано на их отсутствие. Для походного мундира полагались двусторонние погоны, но, поскольку их носить защитной стороной вверх полагалось во время боевых действий и лагерных сборов, то, скорее всего, с походным мундиром погоны почти всегда носились цветной стороной вверх. Нашивки по воинским званиям нижних чинов были гвардейского образца.